# 椰子蛋糕
椰子蛋糕（英語：Coconut cake）在美國南部是一款受歡迎的水果蛋糕，也是一种外部覆盖着糖霜和椰子薄片的蛋糕。

## 品種

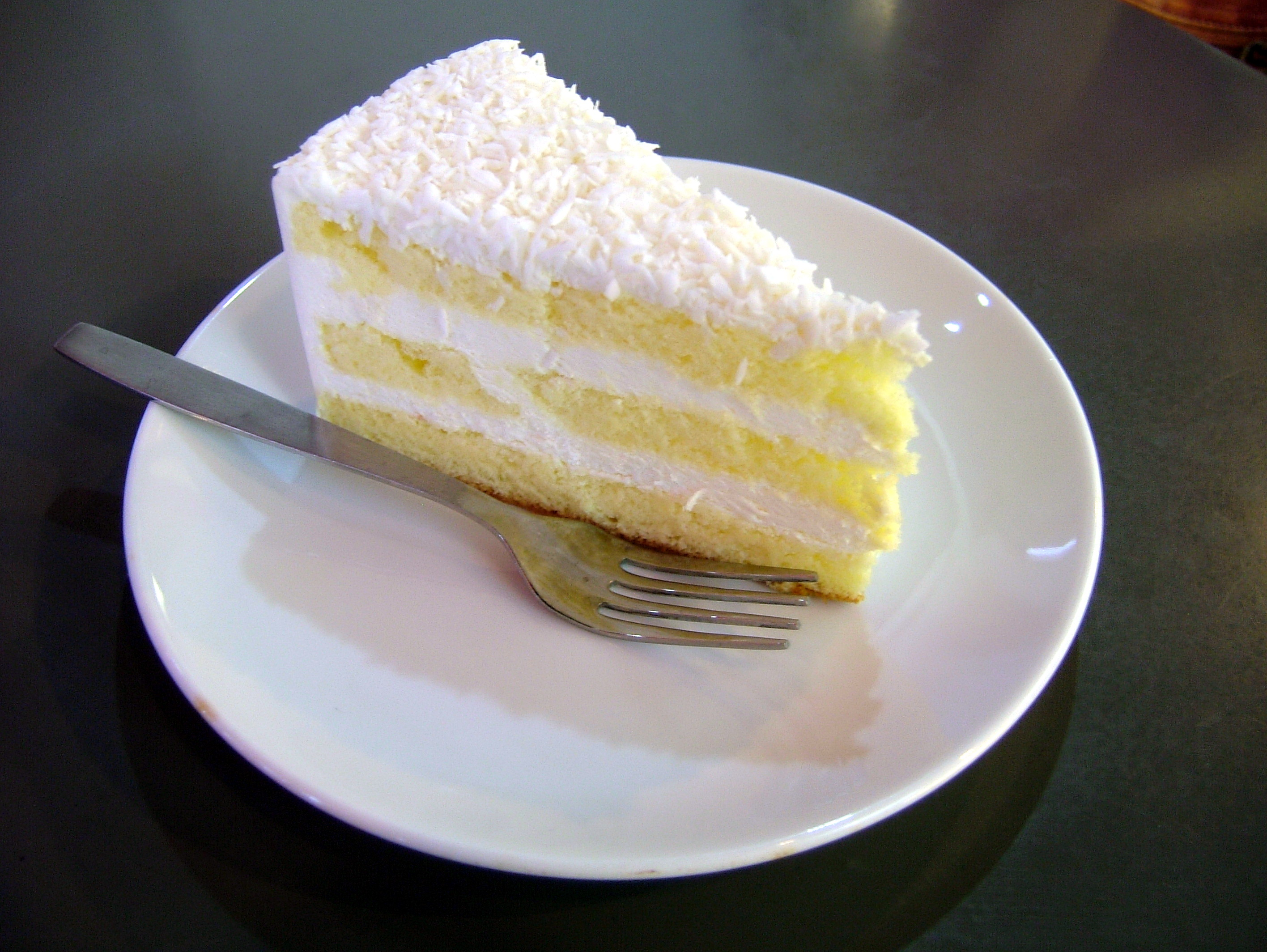
一片椰子蛋糕

在椰子蛋糕中，通常使用的是白色或黃色蛋糕。在傳統上，椰子蛋糕的椰子味来自蛋糕內，由成熟的椰肉中萃取而出的奶白色液體制成的椰子奶油。虽然一些食谱不要求蛋糕本身有椰子味，但还是会有一些人用椰浆或從椰子提取物來替代制作蛋糕所必需的牛奶。常见的食谱也会要求蛋糕外部要刷一层薄薄的糖浆，使其变得更加软润，并在蛋糕上層鋪滿白色糖霜或者奶黃。传统的椰子蛋糕需要涂抹搅拌七分钟的糖霜，但使用奶油芝士刨冰和奶油来涂抹蛋糕也不罕见。和普通蛋糕一樣，椰子味的糖霜並不總是必須的，但椰子蛋糕的一个固定特征是需要使用烤过或甜化的碎椰子薄片来覆盖外部的糖霜。
椰子蛋糕的一个流行品种是椰子“戳”蛋糕。传统的椰子蛋糕是呈圆形狀且多层的，但椰子“戳”蛋糕卻是一款长方形和单层白色或黄色蛋糕。“戳”蛋糕的“戳”是指在蛋糕上戳满小孔，这些“戳”出来的小孔会吸收椰子的液体混合物，之后只在蛋糕顶层覆盖糖霜和椰子碎片。
此外，很多美国南方人也会制作椰子蛋糕的其他变种。其中一种受欢迎的品种是将通常比较甜的椰子蛋糕与其他口味配对，比如用柠檬凝乳填充蛋糕，以增添酸味。美国南方人有时也会在另一种在南方流行的蛋糕——红色天鹅绒蛋糕上覆盖椰子碎片。